# Château de Courcy (Fontenay-sur-Mer)
Pour les articles homonymes, voir Château de Courcy.
Le château de Courcy est une demeure, du XVIIe remaniée au XVIIIe siècle, qui se dresse sur le territoire de la commune française de Fontenay-sur-Mer, dans le nord du département de la Manche, en région Normandie. L'édifice est partiellement inscrit au titre des monuments historiques.

## Localisation
Le château de Courcy est situé, à 400 mètres au nord-nord-est de l'église Saint-Martin, sur la commune de Fontenay-sur-Mer, dans le département français de la Manche.

## Historique
Le château de Courcy, comme son voisin le château de Fontenay à Saint-Marcouf qui a entièrement brulé en 1944, fut la possession de la famille Le Berceur, des gentilshommes locaux.
Le 27 juillet 1611, à la suite du décès de leur père survenu en 1609,, le cadet, Guillaume Le Berceur hérite du manoir ancestral de Courcy bâti au XVIe siècle et l'aîné, Hervé II Le Berceur (1641-1696), des terres de Fontenay sises à Saint-Marcouf. En 1675, celui-ci reçut de Louis XIV des lettres patentes érigeant la terre et la seigneurie de Fontenay en marquisat. Ces lettres portaient « union au fief de Fontenay saint Marcouf, du fief de Mondeville (Émondeville), de la seigneurie et prevosté d'Azeville avec le fief de Coursy ».
Vers 1653, Guillaume reconstruit l'antique demeure, comme l’atteste une pierre portant cette date. Henri Le Berceur (1677-1762), son fils, marquis de Fontenay fut grand bailli de Cotentin de 1726 à 1753.
Le château passe entre les mains de la famille Hellouin, à la suite du mariage de la fille de Guillaume avec Nicolas Hellouin, trésorier de France, à Caen. Au XVIIe siècle, sous le règne de Louis XV, Henri-Auguste Hellouin, marquis de Courcy, nommé en 1753, commandant des troupes royales en Corse, promu, en 1780, lieutenant général des armées, se retire au château de Courcy. Il se consacre alors à remettre en état les landes et marais que le roi lui avait concédés sous réserve de mise en valeur. Ruiné par l'ampleur des travaux, il meurt sur ses terres en 1791. Le château est alors vendu afin de régler les créances. Son fils, Pierre Hellouin de Courcy, lieutenant au régiment du Roi, émigré en Angleterre, sera fait prisonnier lors du débarquement royaliste de Quiberon et fusillé en 1795.
De nombreux propriétaires se succédèrent ensuite, jusqu'à son achat, en 1935, par le docteur Gatellier, chirurgien parisien.
Pendant la Seconde Guerre mondiale le château sort épargné du conflit, n'ayant reçu qu'un seul obus. En juin 1944 le château fut pris neuf fois en trois jours par les Allemands et les Américains, lui évitant ainsi d'être bombardé par l'aviation ou l'artillerie.
En 1998, le château était entre les mains de Michel Gatellier et en 2018 dans celles de Jean Gatellier.

## Description
Le château de Courcy, reconstruit au XVIIe siècle, par Guillaume Le Berceur, puis remanié à partir de 1726, se présente sous la forme d'un long corps de logis épaulé par deux très courtes ailes. Ces dernières, larges d'une fenêtre ont leurs arêtes d'angle constituées de pierres rectangulaires formant pilastre droits. Le logis central, haut d'un étage sur rez-de-chaussée légèrement surélevé (étage noble), s'éclaire par de hautes fenêtres dont les deux centrales sont surmontées d'un fronton triangulaire. Les murs extérieurs sont recouverts selon une technique de « l'enduit au clou »,.
Le portail d'entrée, donnant sur la cour d'honneur, est rehaussée par des vases en fonte du Second Empire. De larges douves en eau bordent le château sur sa face arrière ou se déploie des jardins à la française. Il a conservé de son passé d'exploitation agricole, une ferme, à droite de la façade principale, et un colombier sur la gauche de 1 000 boulins qui pourraient tous les deux dater du château ancestral construit par la famille Le Berceur.

## Protection
Au titre des monuments historiques :
- les façades et toitures du château  et les jardins sont inscrits par arrêté du 22 février 1968 ;
- les intérieurs du château, à l'exception du sous-sol ; les douves du parterre est et leur déversoir ; le jardin clos ; le colombier ; le pavillon d'angle ; les douves ; les murs de clôture ; le parc et ses allées et la grande allée dite Avenue de Courcy sont inscrits par arrêté du 15 février 1995.

## Visite et hébergement
Les extérieurs du château se visitent lors des Journées du patrimoine. L'ensemble du château peut être loué.

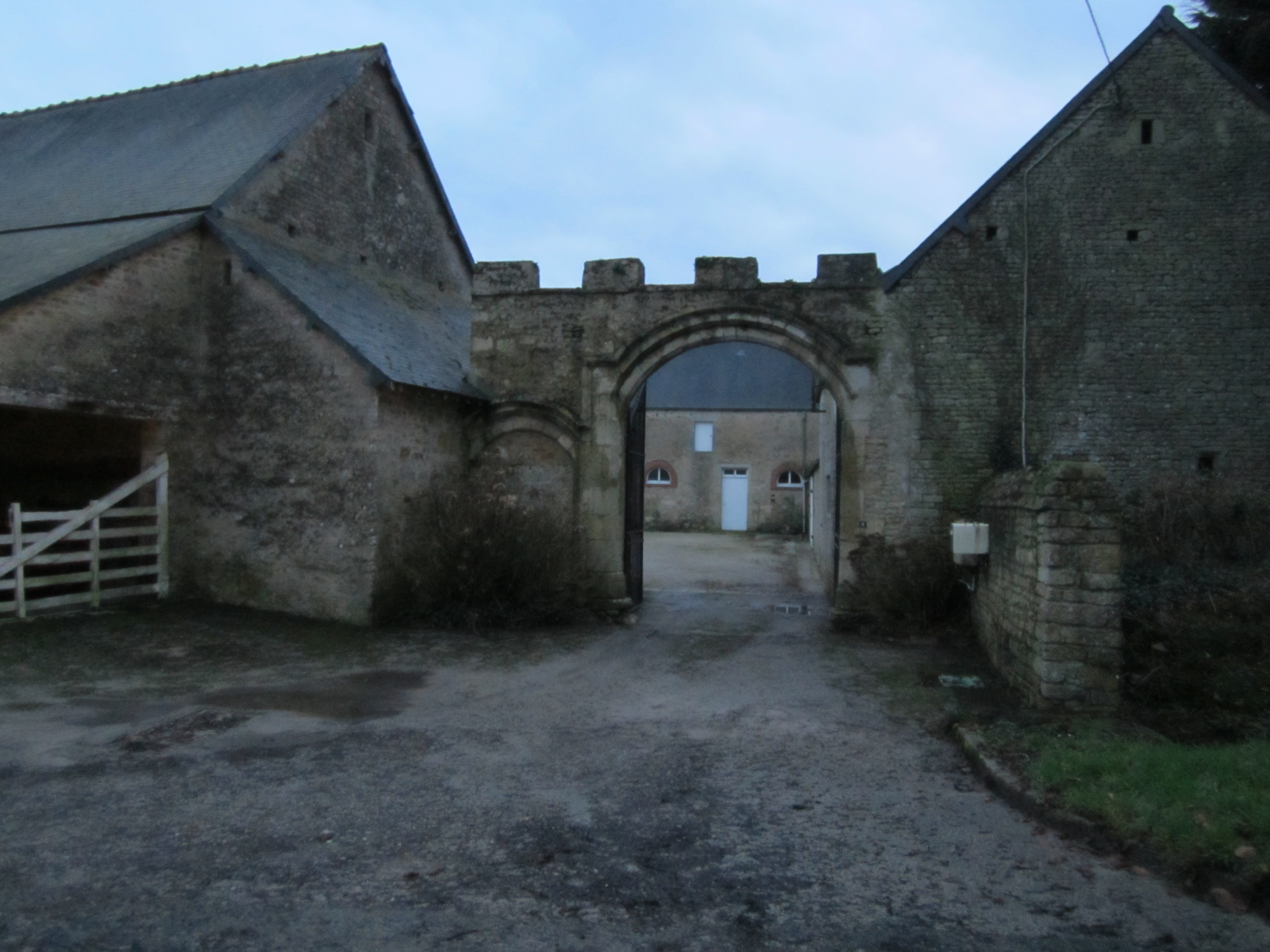
La porterie.
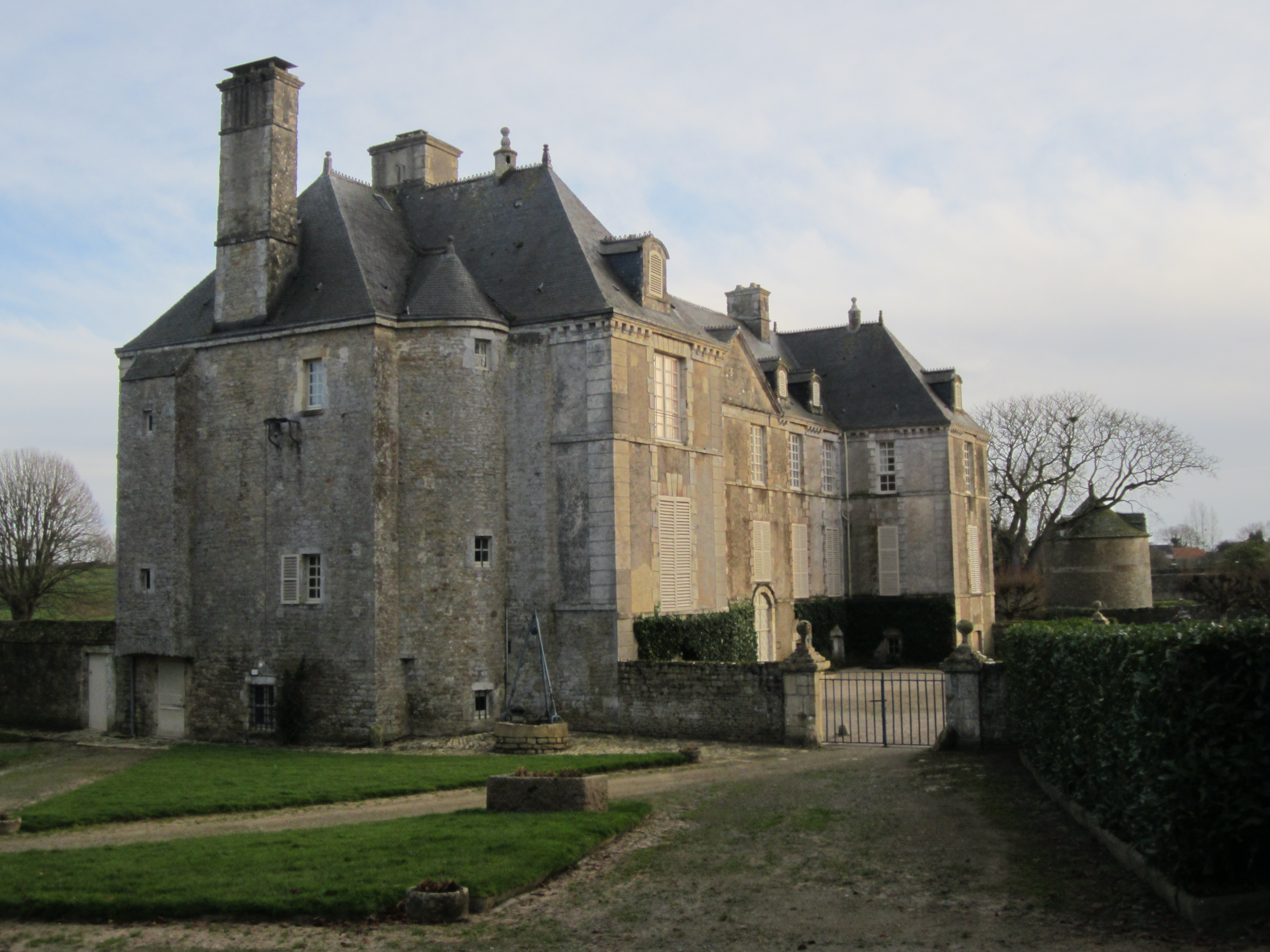